# Edward Thonen

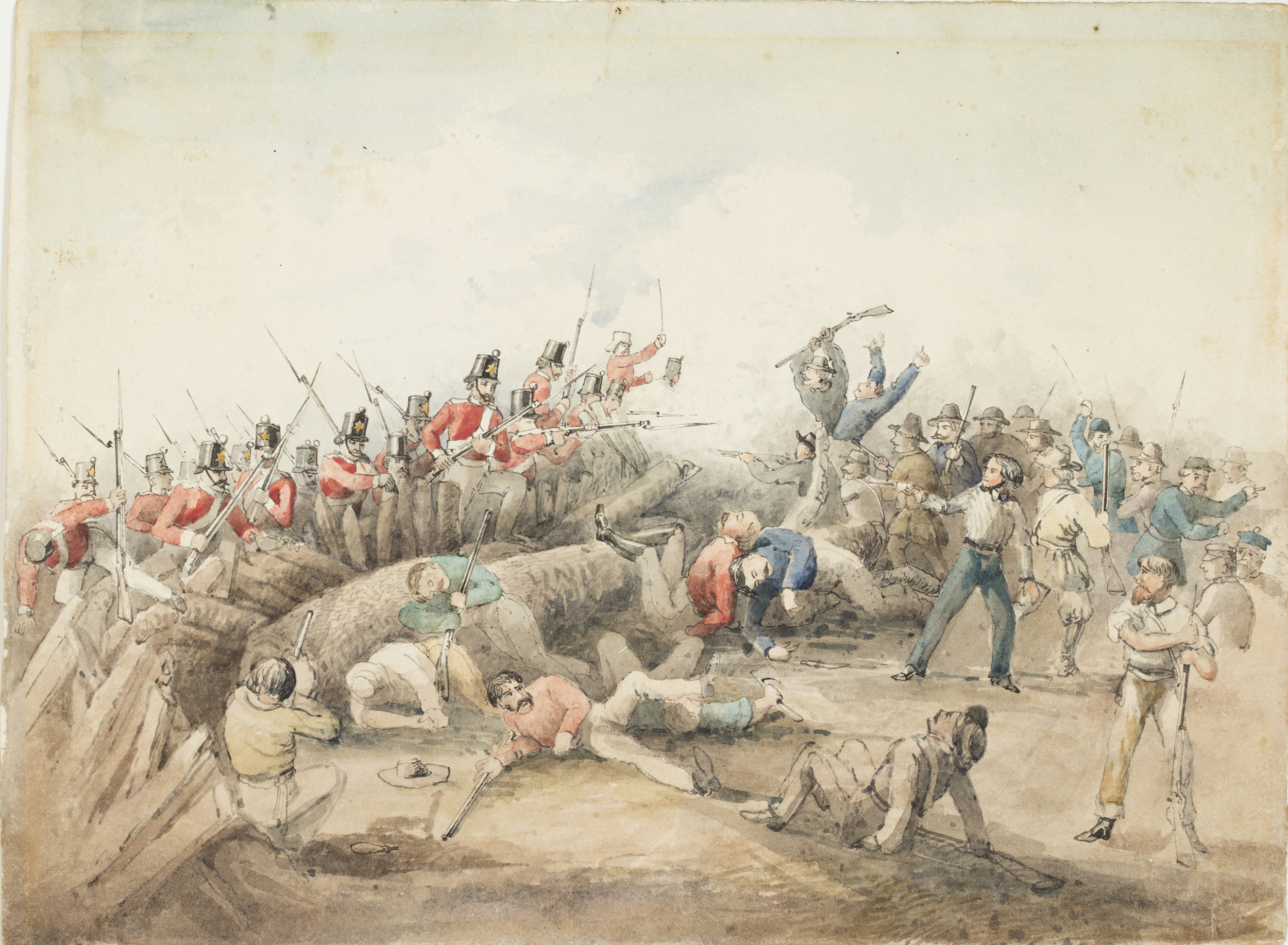
Zeitgenössische Darstellung der Eureka Stockade (Aquarell)

Edward Thonen (* 26. Mai 1827 in Elberfeld als Eduard Thönen; † 3. Dezember 1854 in Ballarat) war ein deutscher Auswanderer nach Australien und einer der Goldgräber, die am Eureka-Stockade-Aufstand im australischen Bundesstaat Victoria beteiligt waren. Er war Hauptmann einer Abteilung der Aufständischen. Als Soldaten am 3. Dezember 1854 die Stockade stürmten, war Thönen eines der ersten Todesopfer.
Vor seiner Emigration nach Australien im Jahr 1853 erlangte Thönen in England Berühmtheit als Juwelendieb. Die Geschichte seiner Verhaftung an Bord eines Schiffes vor der Küste von Wales wurde weithin bekannt gemacht; in den 1890er Jahren erreichte sie sogar Australien, ohne dass jemand zu dieser Zeit eine Beziehung zwischen dem Juwelendieb und dem Aufstand von 1854 herstellte. Die Verbindung zwischen den beiden Vorfällen konnte erst 2022 nachgewiesen werden, durch eine Zusammenarbeit von deutschen und australischen Genealogen, deren Ergebnisse durch die Ballarat and District Genealogical Society veröffentlicht wurden.

## Biographie

### Frühe Jahre

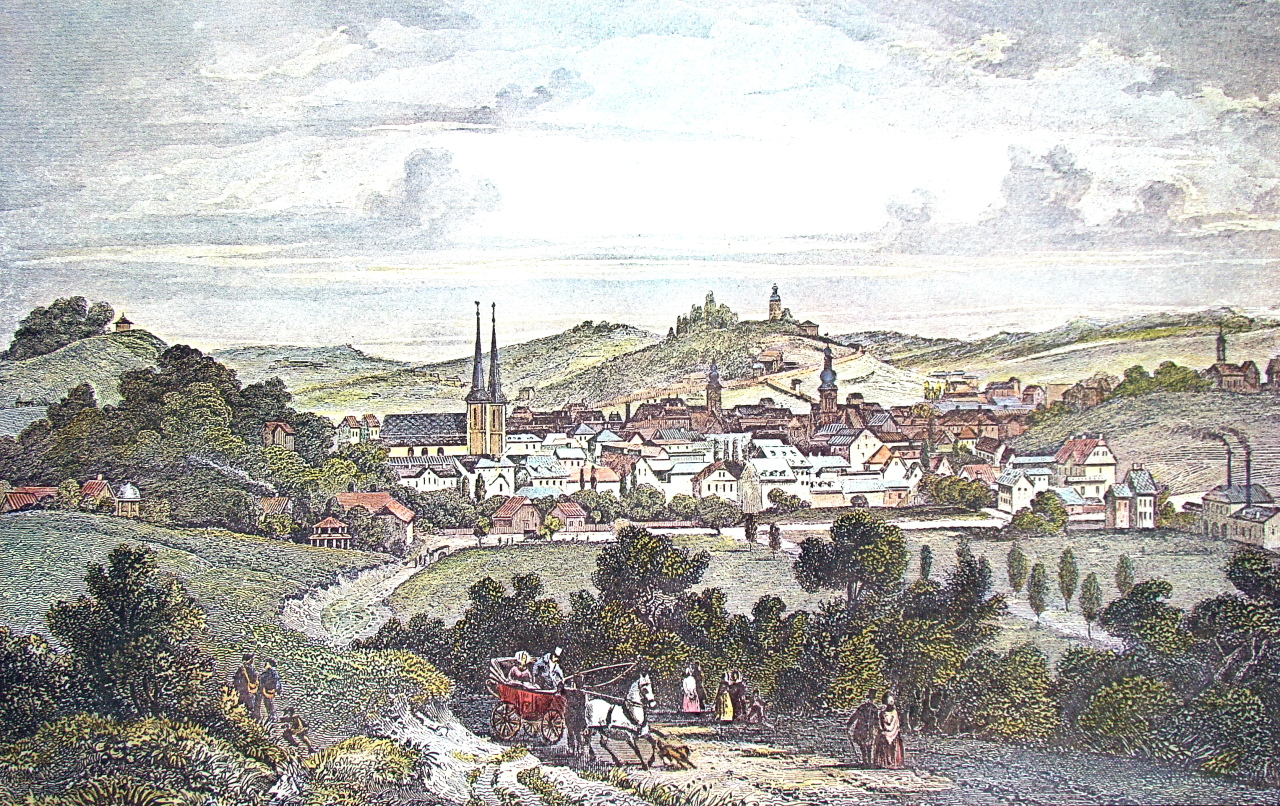
Elberfeld von Südwesten (um 1845), mit den drei Kirchen der Stadt.
Von links: katholische, lutherische und reformierte Kirche

Eduard Thönen wurde 1827 im Rommelspütt, Elberfeld (heute Wuppertal) als siebtes von acht Kindern des Kaufmanns Adolph Friedrich Thönen und dessen Ehefrau Christina Elisabetha Braches geboren. Er wurde in der Lutherischen Kirche in Elberfeld getauft. Im September 1840 ist Thönen als Quartaner des Elberfelder Gymnasiums belegt. Für ungefähr ein Jahr diente er in der Preußischen Armee.

### Die Revolutionen von 1848/1849
In einem Versuch, Eduards spätere Rolle bei der Eureka Stockade zu erklären, haben mehrere Historiker darüber spekuliert, ob und in welcher Weise er an dem Elberfelder Aufstand und den Revolutionen von 1848/1849 beteiligt war, ob er politisch aktiv gewesen ist und ob er dabei mit dem Gesetz in Konflikt geriet.
Elberfelds Bürger schlugen sich spät auf die Seite der Demokraten. Bis ins Frühjahr 1849 war das protestantisch geprägte Elberfeld eine Hochburg der Royalisten, im Gegensatz zur vorwiegend katholischen Landeshauptstadt Düsseldorf. Die Stimmung kippte jedoch schnell, und am 29. April 1849 machte sich eine Delegation von 500 bis 800 Einwohnern von Elberfeld auf den Weg nach Düsseldorf, um von der Preußischen Regierung die Annahme der Paulskirchenverfassung zu verlangen. Der Historiker Gregory Blake vermutete 2013, dass Thönen unter ihnen gewesen sein könnte, obwohl es keinen Beweis für seine Teilnahme gibt oder dafür, dass er sich zu dieser Zeit überhaupt in Elberfeld aufgehalten hat. Im Jahr 2012 spekulierte der australische Journalist Peter FitzSimons, Eduard Thönen sei aufgrund seiner Beteiligung an den Aufständen möglicherweise aus Preußen verbannt worden und sei deshalb nach England gezogen. Andere haben darauf hingewiesen, dass England zu dieser Zeit zu einem sicheren Rückzugsort für politische Flüchtlinge aus Deutschland geworden war und dass Thönen deshalb dorthin gezogen sein könnte.

### Reise nach England und der Juwelenraub

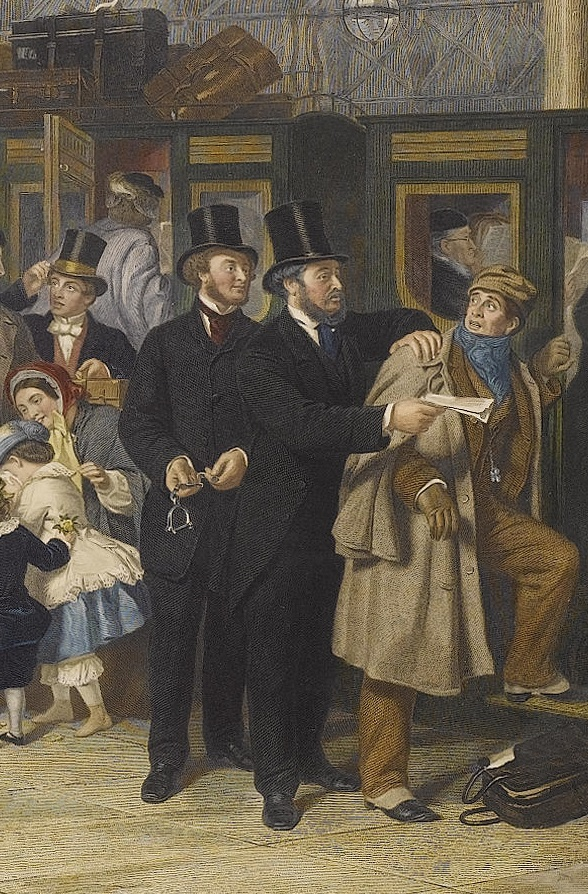
Ausschnitt aus Francis Holls Gemälde The Railway Station von 1866. Der Mann mit den Handschellen ist Kommissar Michael Haydon, hier dargestellt bei der Verhaftung eines Flüchtigen.

Im Dezember 1850 reiste Thönen über Ostende nach England. Am 10. Dezember kam er in Dover an. Kurz nach seiner Ankunft wurde er ausgeraubt, wobei er seinen gesamten Besitz verlor.
Thönen zog in den Londoner Stadtteil Finsbury. Im Januar 1851 vermittelte ihm sein Vermieter eine Anstellung bei den Diamantenhändlern Jacques Schwabacher und Louis Birnstingl, wobei er speziell auf Thönens Sprachbegabung hinwies (Thönen sprach zahlreiche europäische Sprachen, darunter Französisch, Niederländisch und Spanisch). Sie stellten ihn als Buchhalter an, bei einem wöchentlichen Gehalt von 1 £, aber unter der Bedingung, dass sie sich jederzeit von ihm trennen könnten, sollte er sich als unbrauchbar herausstellen. Tatsächlich stellten sie schnell fest, dass Thönens kaufmännische Kenntnisse zu wünschen übrig ließen. Thönen bat darum, für sie bei geringerem Gehalt als Fremdsprachenlehrer weiterarbeiten zu dürfen. Die Diamantenhändler willigten ein, und Thönen blieb bis Mitte April in ihrem Geschäft. Schwabacher sagte später aus, er habe ihn zuletzt am 23. April gesehen. An diesem Tag habe Thönen das Unternehmen verlassen, vorgeblich um eine Stellung als Lehrer in Eastbourne anzutreten.
Zu dieser Zeit bewahrten die Händler ein Päckchen Juwelen (Diamantenarmbänder und Ohrringe im Gesamtwert von 450 £) in ihrem Tresor auf, zu dem Thönen freien Zugang hatte. Thönen hatte lange davon geträumt, in einem fernen Land sein Glück zu finden, und hatte mehrfach von Plänen gesprochen, nach Afrika auszuwandern. Verzweifelt und in Geldnot, nutzte er die Gelegenheit und stahl die Juwelen. Er muss davon ausgegangen sein, dass es Wochen dauern würde, bis der Diebstahl auffallen würde, aber am 28. April beschloss Schwabacher, den Schmuck einem Freund zu zeigen. Nachdem er entdeckt hatte, dass das Siegel beschädigt und der Schmuck entwendet worden war, rief Schwabacher die Polizei.
Thönen verpfändete die Ohrringe für 40 £ und nutzte das Geld, um aus London zu entkommen. Ungefähr am 25. April nahm er den Zug nach Peterborough und von dort weiter nach Liverpool. Am 2. Mai verkaufte er in Liverpool mehrere Juwelen, wofür er weitere 25 £ und eine Golduhr erhielt. Kurz darauf ging Thönen an Bord eines Dampfers, der jedoch noch am gleichen Abend bei einer Kollision beschädigt wurde und in den Hafen zurückkehren musste. Thönen war gezwungen, seinen Plan zu ändern. Schließlich verließ er am Morgen des 7. Mai England an Bord des Segelschiffes Sardinia, mit Ziel New York.
Etwa zu dieser Zeit kam Michael Haydon, ein Kommissar der Londoner Polizei, in Liverpool an. Er war am 28. April mit der Aufklärung des Falles betraut worden. Schnell fand er heraus, dass Thönen nicht nach Eastbourne, sondern Richtung Norden aufgebrochen war. Haydon verfolgte ihn bis Peterborough, von wo aus er am Abend des 6. Mai den Nachtzug nach Liverpool nahm. Von Thönens Flucht an Bord der Sardinia erfuhr Haydon nur vier Stunden nach Abfahrt des Schiffes. Haydon charterte einen Dampfer und konnte die deutlich langsamere Sardinia nur 100 Kilometer vor der Küste einholen. Er fand Thönen an Bord, aber der junge Mann leugnete, von dem Juwelendiebstahl zu wissen. Dennoch konnte Haydon den Kapitän des Schiffes überzeugen, ihn Thönen festnehmen zu lassen. Zurück in Liverpool fanden sich bei einer sorgfältigen Suche die verbliebenen Juwelen. Thönen gestand die Tat und half der Polizei, den Rest der Beute zurückzuholen. Schließlich brachte Haydon den Flüchtigen zurück nach London.

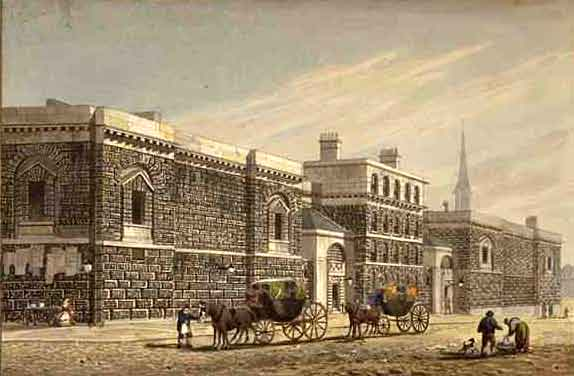
Das Newgate-Gefängnis im 19. Jahrhundert

Während die Londoner Polizei, und insbesondere Haydon, seitens der Medien für die Verhaftung Thönens viel Beifall erntete, wurde diese positive Einschätzung nicht von allen geteilt. Einige, darunter der Zeuge Thomas Dismore aus Liverpool, brachten ihre abweichende Meinung öffentlich zum Ausdruck. In einem Brief an den Herausgeber der Lokalzeitung Liverpool Albion schrieb Dismore, der Fall hätte deutlich schneller gelöst werden können, wenn man die Öffentlichkeit von dem Raub früher in Kenntnis gesetzt hätte. Die erfolgreiche Verhaftung Thönens sei reine Glückssache gewesen.
Die Gerichtsverhandlung in Old Bailey begann am 10. Mai. Die Staatsanwaltschaft zeigte Verständnis für Thönen und empfahl dem Gericht, Gnade walten zu lassen. Der Richter drückte in seiner Urteilsbegründung sein Mitleid aus: „Sie scheinen ein junger Mann mit herausragenden Talenten und Fähigkeiten zu sein. Es betrübt mich sehr, Sie in Ihrer derzeitigen unglücklichen Lage zu sehen. Es ist bedauerlich, dass Sie Ihre Fähigkeiten nicht auf bessere Weise zu nutzen wussten.“ Das Gericht befand, dass Thönen ohne Vorsatz gehandelt habe. Er wurde zu einer Gefängnisstrafe von einem Jahr verurteilt, die er im Newgate-Gefängnis verbüßte.

### Auswanderung nach Australien

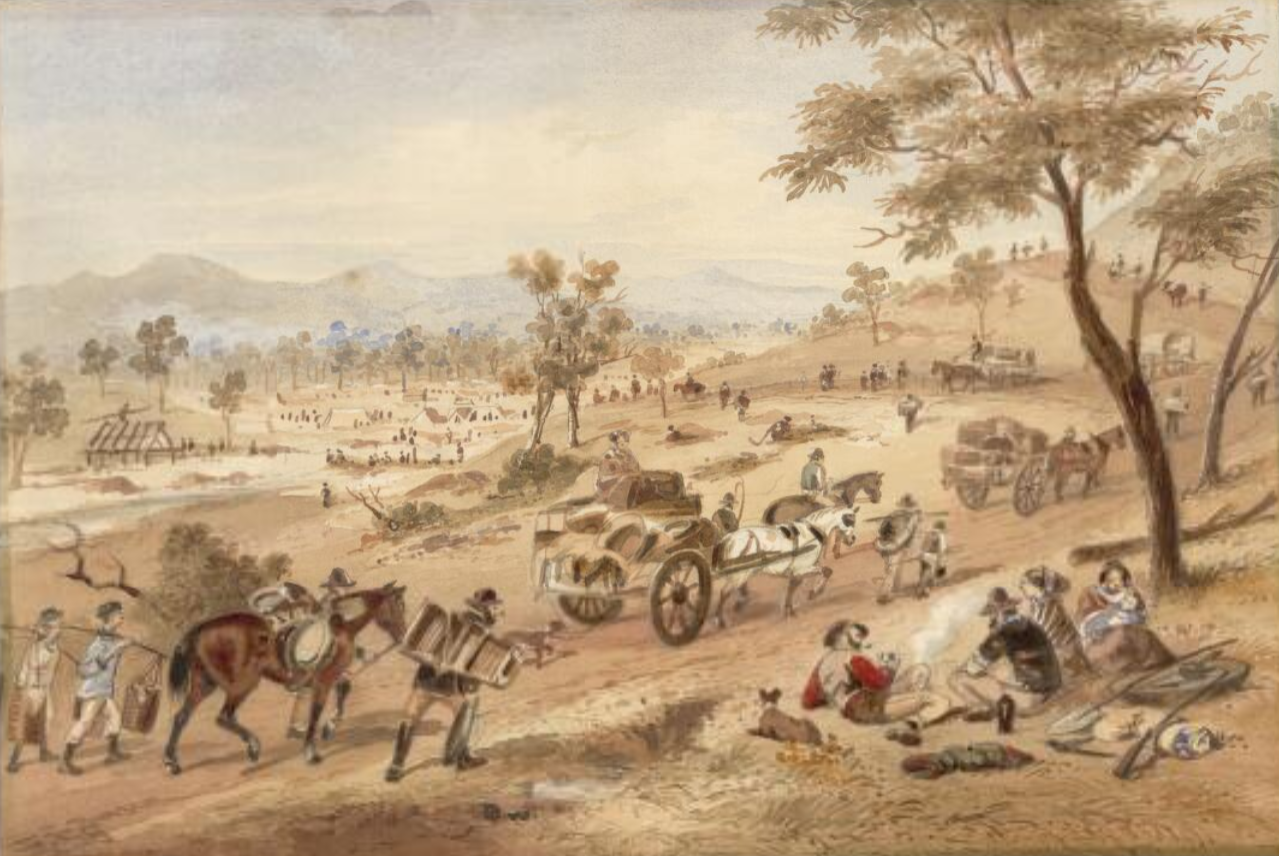
Goldrausch in Ballarat, 1854

Was auch immer für Pläne Thönen gehabt haben mag, in „einen Teil Afrikas“ auszuwandern – ein solches Vorhaben kam nicht zustande.
Nach seiner Entlassung aus dem Gefängnis kehrte er nach Preußen zurück. Deutsche Zeitungen waren zu dieser Zeit voll von enthusiastischen Berichten über Goldfunde in Victoria und New South Wales und von der wachsenden Zahl von Briten, die von Reisen nach Australien mit großen Summen Geld zurückkehrten. Im Mai 1852 starb Eduards Mutter; sein Vater und sein Bruder zogen Anfang 1853 nach Offenbach am Main. Es ist unklar, ob Eduard in Betracht zog, sich ihnen anzuschließen. Im April 1853 beantragte er die Erlaubnis zur Auswanderung nach Australien, da er, wie er schrieb, „die Hoffnung hegt sich in Australien eine sichere Existenz zu gründen, wozu er hier noch keine Gelegenheit gefunden hat“. Die Erlaubnis wurde ihm am 28. Mai erteilt. Kurz darauf verließ er Deutschland für immer.

### Die Eureka Stockade

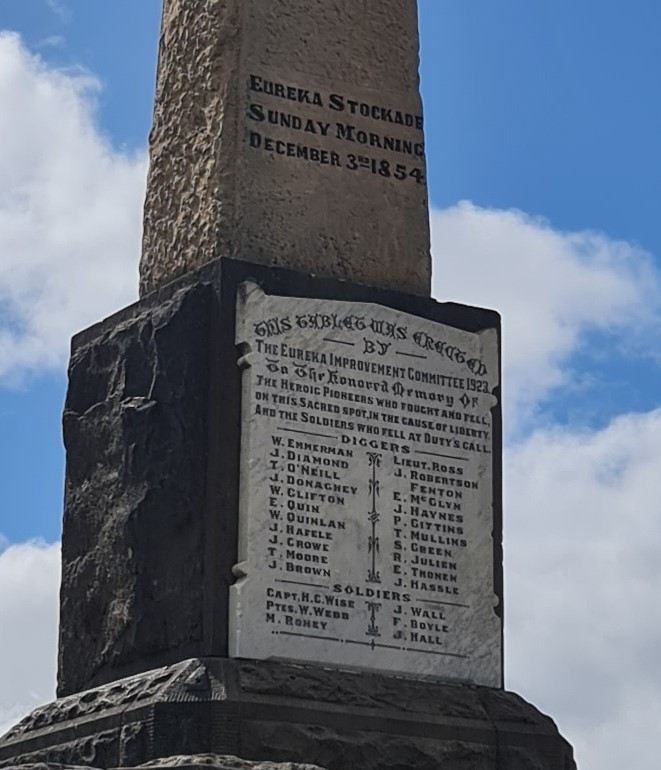
Gedenktafel für die gefallenen Aufständischen und Soldaten im Eureka Stockade Memorial Park in Ballarat

Nach der Entdeckung großer Goldvorkommen hatte sich die Stadt Ballarat im australischen Bundesstaat Victoria zu einem Zentrum des Victorianischen Goldrauschs entwickelt. Aufgeheizt durch schlechte Arbeitsbedingungen und staatliche Repressionen rebellierte im Dezember 1854 eine Gruppe Goldsucher. Der Aufstand, bekannt als Eureka Stockade, wurde gewaltsam niedergeschlagen, aber die positiven Reaktionen und Sympathien für die Aufständischen im Volk zwangen Gouverneur Hotham zum Einlenken. In den anschließenden Gerichtsverfahren wurden die Überlebenden vom Vorwurf des Hochverrats freigesprochen. Bereits ein Jahr später waren alle Forderungen der Goldsucher (darunter ein allgemeines Wahlrecht) umgesetzt. Peter Lalor, der Anführer des Aufstands, wurde in die Legislativkammer des Parlaments gewählt. Die Eureka Stockade gilt als die Geburtsstunde der australischen Demokratie.
Nach seiner Ankunft in Australien zog Thönen in die Goldfelder Ballarats. Aus Augenzeugenberichten geht hervor, dass er Ballarat spätestens im November 1853 erreichte. 1854 arbeitete Thönen als „Limonadenverkäufer“ auf den Goldfeldern. Bei der Eureka Stockade war er ein Anführer der südlichen Abteilung der Aufständischen.

„Fünf Fuß groß, dünn, aber robust, von kräftiger Gesundheit, benutzte kein Rasiermesser. Seine Augen sprachen von Entschlossenheit und Unabhängigkeit des Charakters. […] Es gab keinen auf den Goldfeldern, der Thonen beim Schachspiel das Wasser reichen konnte. Er drehte den Kopf, überließ seinem Gegner den Zug, und dann warf er einen solchen Blick auf das Schachbrett, dass die richtige Figur wie von selbst an die richtige Stelle sprang.“

### Tod
Thönen wurde am 3. Dezember 1854 während der Kämpfe bei der Eureka Stockade getötet. Sein Totenschein listet „Schusswunde“ als Todesursache. Aussagen seiner Mitkämpfer legen nahe, dass Thönen das erste Todesopfer der Kämpfe gewesen sein könnte.
Thönen wurde auf dem alten Friedhof von Ballarat begraben. Sein Körper wurde später exhumiert und mit anderen Opfern des Aufstands neu beigesetzt. Das 1856 in Ballarat errichtete Denkmal für die Gefallenen des Aufstands nennt seinen Namen und seine Herkunft aus Elberfeld.

## Rezeption

### Das Volkslied „German Teddy“

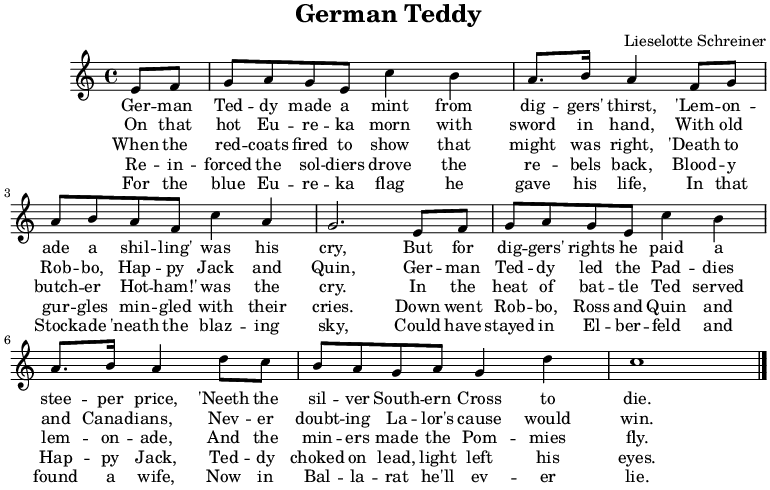
Text und Melodie des Australischen Volksliedes „German Teddy“ (Deutsche Übersetzung)

Die Eureka Stockade generell ist für die Geschichte Australiens bis heute von Bedeutung. Thönen insbesondere war die Inspiration für ein Volkslied, German Teddy, das vermutlich in den 1880er Jahren entstand. Das Lied, das wohl auf den Berichten Raffaello Carbonis basiert, erzählt von Thönens Einsatz für die Sache der Aufständischen und von seinem Tod bei der gewaltsamen Erstürmung der Stockade. Eine Niederschrift des Liedes, datiert auf den 15. Juli 1889, wurde dem Komponisten Alfred Hill überreicht. Das Dokument stammte von Lieselotte Schreiner, einer Freundin Hills wohl aus dessen Zeit am Leipziger Konservatorium. Das Manuskript befindet sich heute in der Alfred Hill Collection der State Library of New South Wales, wo es in den 1980er Jahren durch die Musikwissenschaftlerin Kay Dreyfus wiederentdeckt wurde.
Dieses Volkslied wiederum inspirierte die 1984 veröffentlichte Symphonie German Teddy von Kays Ehemann George Dreyfus, einem australischen Komponisten, der, wie Eduard Thönen, in Elberfeld geboren wurde. Die Symphonie wurde 1986 in Wuppertal uraufgeführt. 2016 kam es zu einer Aufführung am Museum of Australian Democracy at Eureka.

### Behauptungen einer jüdischen Abstammung
Vor der Entdeckung von Eduard Thönens Geburtsurkunde im Jahr 2021, aus der hervorgeht, dass seine Familie christlich war, galt Thönen als Deutscher jüdischer Abstammung. In einem im Jahr 1954 selbstveröffentlichten Artikel von Lazarus Morris Goldman, der später im Journal of the Australian Jewish Historical Society abgedruckt wurde, wurde Thonen als Jude bezeichnet. Diese Behauptung wurde vielfach wiederholt, wohl angefacht durch die große Zahl von Veröffentlichungen anlässlich des 100. Jahrestages der Eureka Stockade. Andere Personen jüdischer Herkunft waren an der Stockade beteiligt, aber Thönen galt als der einzige Jude, der bei dem Aufstand ums Leben kam. Im Laufe der Jahrzehnte wurde Thönens Geschichte von zahlreichen Publikationen im größeren Kontext der jüdischen Geschichte in Australien aufgegriffen.